# شیپوری صورتی
 شیپوری صورتی(نام علمی: Zantedeschia rehmannii) نام یک گونه از سرده گل شیپوری است.